# Sternarchogiton labiatus
Sternarchogiton labiatus és una espècie de peix pertanyent a la família dels apteronòtids.

## Descripció
- Creix fins a uns 21 cm de llargària total.
- Cos comprimit, amb forma de ganivet i amb un perfil dorsal gairebé recte.
- El seu color és marró fosc i esdevé més fosc al dors i el cap.
- Cap comprimit lateralment i amb ulls petits, els quals estan recoberts per una membrana prima.
- Boca terminal.
- La mandíbula inferior és més llarga que la superior i posseeix dues fileres de dents còniques.
- L'estructura del llavi inferior sembla respondre a funcions d'electrorecepció per a localitzar les seues preses.
- Aleta anal llarga, amb 156-168 radis i amb les vores lleugerament enfosquides.
- Aletes pectorals amples, punxegudes, amb 12-14 radis i amb els extrems foscos.
- Cua comprimida, moderadament llarga i amb una petita aleta caudal que conté entre 15 i 16 radis.
- L'aleta caudal presenta una coloració que varia entre el marró molt fosc i el negre.
- No presenta dimorfisme sexual en el crani.
- Igual que altres apteronòtids, genera un camp elèctric continu i feble, el qual consta de dues fases, té una freqüència de 1160-1587 Hz i serveix per a electrolocalitzar i comunicar.[3]

## Reproducció
Hom creu que té lloc després de l'inici del període d'inundacions a l'octubre.

## Hàbitat
És un peix d'aigua dolça, pelàgic i de clima tropical.

## Distribució geogràfica
Es troba a Sud-amèrica: el riu Tefé i el curs inferior del  riu Negro (conca del riu Amazones, el Brasil).

## Observacions
És inofensiu per als humans.